# Verdens lande
Denne liste over verdens lande giver et overblik over suveræne stater rundt om i verden, med oplysninger om deres status og anerkendelse af deres suverænitet.
Medlemskab i FN-systemet inddeler 206 angivne stater i tre kategorier:
1. 193 medlemsstaterne[1]
2. 2 har observatørstatus (Vatikanstaten og Palæstina)[2], og
3. 11 er andre statslige dannelser.

For 190 staters vedkommende er deres suverænitet ubestridt, for 16 staters er suveræniteten bestridt (hvoraf de 6 er medlemslande, 1 har observatørstatus og 9 er andre stater).
Udarbejdelse af en liste som denne kan være en vanskelig og kontroversiel proces, da der ikke er nogen definition, der er bindende for alle medlemmer af verdenssamfundet af nationer vedrørende kriterierne for statsdannelse. Listen skal omfatte stater, der er blevet anerkendt at have de facto status som suveræne stater, og inklusion må ikke ses som en godkendelse af nogen specifik krav til stat i juridisk forstand.
Derudover er der et antal stater med forskellige former for uafhængighed, der ikke er anerkendt af FN.
Alfabetisk oversigt over verdens lande.

## A
- Afghanistan
- Albanien
- Algeriet
- Amerikansk Samoa
- Andorra
- Angola
- Antigua og Barbuda
- Argentina
- Armenien
- Aserbajdsjan
- Australien

## B
- Bahamas
- Bahrain
- Bangladesh – tidligere Østpakistan
- Barbados
- Belgien
- Belize – tidligere Britisk Honduras
- Benin – tidligere Dahomey
- Bermuda
- Bhutan
- Bolivia
- Bosnien-Hercegovina
- Botswana
- Brasilien
- Brunei
- Bulgarien
- Burkina Faso – tidligere: Øvre Volta
- Burma – nu Myanmar
- Burundi

## C
- Cambodja
- Cameroun
- Canada
- Den Centralafrikanske Republik
- Chad – se Tchad.
- Chile
- Colombia
- Comorerne
- Republikken Congo, (Congo Brazzaville)
- Den Demokratiske Republik Congo, tidligere Zaire
- Costa Rica
- Côte d'Ivoire eller Elfenbenskysten
- Cuba
- Cypern

## D
- Danmark
- Djibouti
- Dominica
- Den Dominikanske Republik

## E
- Ecuador
- Egypten Også kaldet Ægypten
- El Salvador
- Elfenbenskysten eller Côte d'Ivoire
- Eritrea
- Estland
- Etiopien

## F
- Fiji
- Filippinerne
- Finland
- De Forenede Arabiske Emirater
- Formosa – hedder nu Taiwan
- Frankrig

## G
- Gabon
- Gambia
- Georgien
- Ghana
- Grenada
- Grækenland

- Guatemala
- Guinea
- Guinea-Bissau
- Guyana – tidligere Britisk Guyana
- Departementet Fransk Guyana, Fransk Guyana

## H
- Haiti
- Nederlandene også kendt som Holland
- Honduras
- Hviderusland

## I
- Indien
- Indonesien
- Irak – tidligere Mesopotamien
- Iran – tidligere Persien
- Irland
- Island
- Israel
- Italien

## J
- Jamaica
- Japan
- Jordan

## K
- Kap Verde
- Kasakhstan
- Kenya
- Kina
- Kirgisistan
- Kiribati
- Nordkorea, Den Demokratiske Folkerepublik Korea
- Sydkorea, Republikken Korea
- Kosovo, (fra d. 17. februar 2008). Landet er ikke FN-anerkendt.
- Kroatien
- Kuwait

## L
- Laos
- Lesotho
- Letland
- Libanon
- Liberia
- Libyen
- Liechtenstein
- Litauen
- Luxembourg

## M
- Madagaskar
- Malawi
- Malaysia
- Maldiverne
- Mali
- Malta
- Marokko
- Marshalløerne
- Mauretanien
- Mauritius
- Mexico
- Mikronesien, Mikronesiens Forenede Stater, Føderale statsforbund Mikronesien
- Moldova
- Monaco
- Mongoliet
- Montenegro
- Mozambique
- Myanmar Unionens Republik – tidligere Burma

## N
- Namibia
- Nauru
- Nederlandene, Kongeriget
- Nederlandske Antiller (Amerika)
- Nepal
- New Zealand
- Nicaragua
- Niger
- Nigeria
- Niue
- Nordkorea
- Nordmakedonien
- Norge

## O
- Oman

## P
- Pakistan
- Palau
- De Palæstinensiske Selvstyreområder – tidligere en del af det historiske Palæstina
- Panama
- Papua Ny Guinea
- Paraguay
- Peru
- Pitcairn
- Polen
- Portugal
- Puerto Rico

## Q
- Qatar

## R
- Rumænien
- Rusland
- Rwanda
- Zimbabwe tidligere kendt som Rhodesia

## S
- Saint Kitts og Nevis
- Saint Lucia
- Saint Vincent og Grenadinerne
- Salomonøerne
- Samoa – vestlige del af Samoa-øgruppen (den østlige del hedder Amerikansk Samoa)
- San Marino
- São Tomé og Príncipe
- Saudi-Arabien
- Schweiz
- Senegal
- Serbien
- Seychellerne
- Sierra Leone
- Singapore
- Slovakiet, Den Slovakiske Republik
- Slovenien
- Somalia
- Spanien
- Sri Lanka – tidligere Ceylon
- Det Forenede Kongerige Storbritannien og Nordirland
- Sudan
- Surinam, Republikken. Tidligere Hollandsk Guyana
- Sverige
- Swaziland
- Sydafrika
- Sydkorea
- Sydsudan
- Syrien

## T
- Tadsjikistan
- Taiwan
- Tanzania
- Tchad
- Thailand – tidligere Siam
- Tjekkiet, Den Tjekkiske Republik
- Togo
- Tonga
- Trinidad og Tobago
- Tunesien
- Turkmenistan
- Tuvalu – tidligere Ellice Island
- Tyrkiet
- Tyskland

## U
- Uganda
- Ukraine
- Ungarn
- Uruguay
- USA
- Usbekistan

## V
- Vanuatu
- Vatikanstaten
- Venezuela
- Vestsamoa, Den uafhængige stat Vestsamoa hedder nu Samoa
- Vestsahara
- Vietnam

## Y
- Yemen

## Z
- Zambia
- Zimbabwe

## Æ
- Ægypten – se Egypten
- Ækvatorialguinea

## Ø
- Østrig
- Østtimor